# Sant, Selenge
Sant (tiếng Mông Cổ: Сант) là một sum của tỉnh Selenge ở miền bắc Mông Cổ. Vào năm 2008, dân số của sum là 2.056 người.

## Địa lý
Sum có diện tích khoảng 1.387,06 km2.

### Khí hậu
Nhiệt độ trung bình hàng năm trong khu vực là 3 °C. Tháng ấm nhất là tháng 6, khi nhiệt độ trung bình là 26 °C và tháng lạnh nhất là tháng 1, với -24 °C. Lượng mưa trung bình hàng năm là 478 mm. Tháng ẩm ướt nhất là tháng 6, với lượng mưa trung bình là 122 mm, và tháng khô nhất là tháng 2, với lượng mưa 1 mm.